# دانیال داوری
دانیال داوری (زادهٔ ۱۶ دی ۱۳۶۶) بازیکن فوتبال ایرانی-آلمانی-لهستانی است که در پست دروازه‌بان بازی می‌کند.

## زندگی شخصی
داوری متولد شهر گیسن در حومه فرانکفورت است. او دورگه به حساب می‌آید؛ چرا که پدری ایرانی و مادری لهستانی-آلمانی دارد. پدر او مهرزاد داوری متولد شهرستان بابل منطقه فیروزجاه استان مازندران می‌باشد. دانیل داوری تا سن ۱۴ سالگی، ۳ ورزش هندبال، فوتبال و بسکتبال را به‌طور همزمان دنبال می‌کرد و در ابتدا دروازه‌بان هندبال بود اما به پیشنهاد مربیانش، فوتبال را به عنوان رشتهٔ اول انتخاب کرد و با تغییر پست، از مهاجم، به یک دروازه‌بان تبدیل شد.
در دوران نوجوانی، با تیم ملی زیر ۱۶ ساله‌های آلمان تمرین می‌کرد. رالف فیرمن و ران رابرت زیلر در آن زمان دروازه‌بان‌های اول و دوم تیم آلمان بودند و داوری مجالی برای نمایش توانایی‌هایش پیدا نکرد.
خانوادهٔ داوری ساکن شهر گیسن هستند و او بازی تیم‌های ملی ایران و پرتغال در جام جهانی ۲۰۰۶ را که در این شهر و در ورزشگاه کامرزبانک برگزار شده بود، از نزدیک تماشا کرد.
او به همراه آندرانیک تیموریان و استیون بیت آشور سه ملی پوش مسیحی تیم ملی در جام جهانی برزیل بودند.
او کاتولیک است و در تاریخ ۲۸ سپتامبر ۲۰۱۴ دانیال و همسرش «کریستینا» صاحب فرزندی با نام «الیا» شدند.

## زندگی ورزشی
دانیال اولین بازی‌اش را در بوندس لیگای ۲، مقابل تیم کارلسروهه، در سال ۲۰۱۱ تجربه کرد. در این بازی او ۲۳ سال و ۷ ماه و ۶ روز سن داشت. تیم برانشویگ این بازی خارج از خانه را ۳–۱ برد.
تیم او با کمترین گل خورده در بوندسلیگای ۲ صدرنشین بود. در سال ۲۰۱۳ اینتراخت برانشویگ، تیمی که دانیال داوری دروازه‌بانش بود، توانست پس از ۲۸ سال به رقابت‌های بوندس‌لیگای ۱ بازگردد. آن‌ها با گل دمیر ورانچیچ توانستند اینگولشتات را در خانه حریف ببرند. این گل در دقیقه ۹۲ به ثمر رسید؛ البته ماریان پتکوویچ در این مسابقه در دروازه برانشوایگ ایستاده بود. داوری با میانگین نمره ۲٫۹۴ از نشریه کیکر در ۱۰ بازی، جزو برترین دروازه‌بان‌ها به‌شمار می‌آید.
این بازیکن از تیم محلی ویسک که در آنجا متولد شد، بازیگری خود را آغاز نمود. سپس در سال ۲۰۰۷ به تیم جوانان ماینس رفت، او در رده بزرگسالان و در تیم دوم ماینز نیز بازی کرد. دانیال در فصل ۲۰۰۸ با تیم دوم ماینتز، قهرمان مسابقات منطقهٔ جنوب غرب آلمان شد و در سال ۲۰۱۱ هم همراه با آینتراخت برانشویگ لیگ ۳ آلمان را فتح کرد. در بین سال‌های ۲۰۰۷ تا ۲۰۰۹، ۳۲ بازی برای آن‌ها انجام داد و سرانجام نیز در تابستان سال ۲۰۰۹، به تیم اینتراخت برانشویگ ملحق شد. او در این ۴ سال، ۵۵ بازی برای این تیم انجام داده است. وی در پایان نیم فصل اول بوندسلیگا ۲۰۱۳–۲۰۱۴ به عنوان بهترین بازیکن اینتراخت برانشویگ معرفی شد.
دانیال در تاریخ ۲۹ می ۲۰۱۴ با عقد قراردادی دوساله به تیم فوتبال گراس‌هاپر زوریخ نایب قهرمان فصل ۲۰۱۴–۲۰۱۳ لیگ برتر کشور سوئیس پیوست.

## تیم‌های پایه
دانیال داوری کار خود را از تیم ماینس شروع کرده است و در سال ۲۰۰۹ به تیم اینتراخت برانشویگ پیوست.

## فوتبال ملی
در تاریخ ۲۱ ژانویه ۲۰۱۳، کارلوس کی‌روش، سرمربی تیم ملی فوتبال ایران، دانیال داوری را به تیم ایران دعوت کرد. دانیال اولین بازی ملی خود را در تاریخ ۱۵ نوامبر ۲۰۱۳ در جریان بازی‌های مقدماتی جام ملت‌های آسیا مقابل تایلند انجام داد. وی همچنین در دیدار مقابل لبنان در مقدماتی جام ملت‌های آسیا در درون دروازه ایران ایستاد اما به یک‌باره در جام جهانی فوتبال ۲۰۱۴ برزیل از ترکیب اصلی تیم خارج و حتی پس از این تورنمنت دیگر هیچ‌گاه به تیم ملی فوتبال ایران دعوت نشد. اگر چه او یک بازی دوستانه برای ایران در سال ۲۰۱۵ انجام داد اما از لیست تیم ملی خط خورد و با علیرضا بیرانوند جایگزین شد.